# Neuromelia sericea
Neuromelia sericea är en fjärilsart som beskrevs av W. Warren 1894. Neuromelia sericea ingår i släktet Neuromelia och familjen mätare. Inga underarter finns listade i Catalogue of Life.